# Christian Beckmann (Politiker)

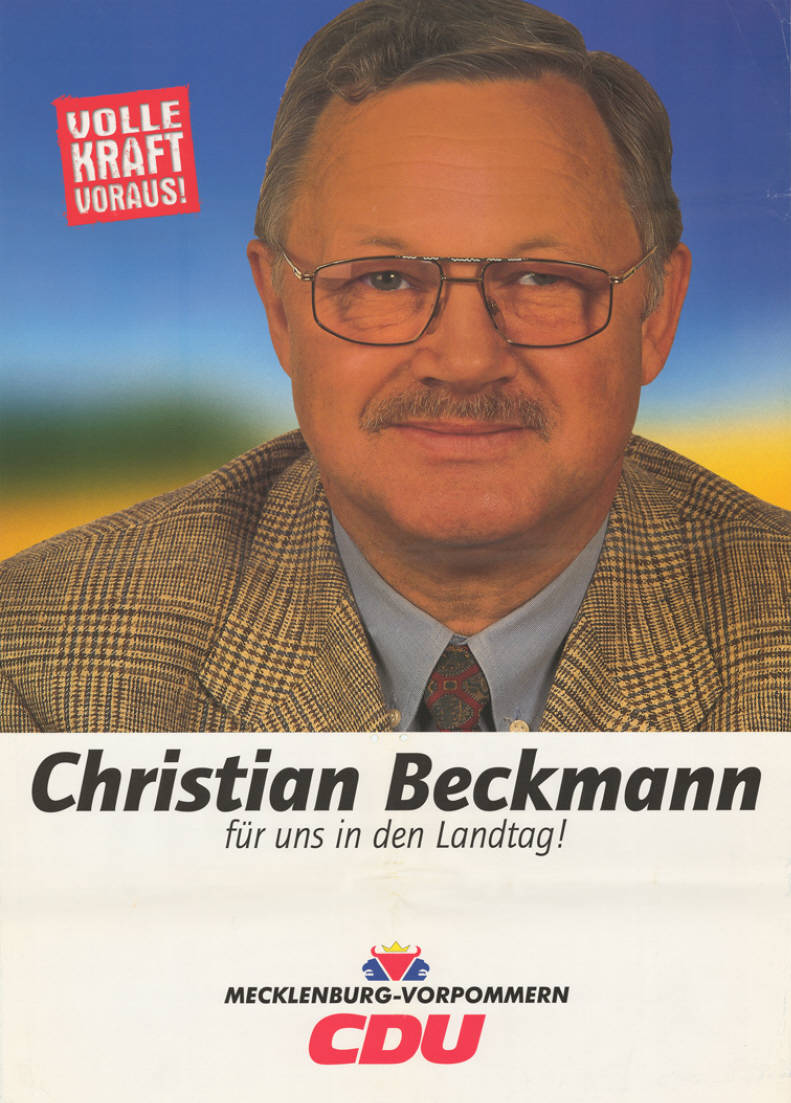
Christian Beckmann auf einem Landtagswahlplakat 1998

Christian Beckmann (* 23. September 1943 in Güstrow) ist ein deutscher Agraringenieur und Politiker (CDU).

## Leben
Beckmann machte nach dem Erreichen der mittleren Reife die Landwirtschaftslehre auf dem damals volkseigenen Gut zum Herrenhaus Vogelsang in Lalendorf. Ihr folgte ein Fachschulstudium in Malchow zum staatlich geprüften Landwirt. Bis 1968 war er praktisch tätig, danach arbeitete er wissenschaftlich im Institut für Acker- und Pflanzenbau in Gülzow-Prüzen. Gleichzeitig machte er ein Fernstudium an der Universität Rostock, welches er als Diplom-Agraringenieur abschloss und mit Promotion A beendete. Von 1985 bis 1990 war er Produktionsleiter in der Landwirtschaftlichen Produktionsgenossenschaft von Gerdshagen. Er ist verheiratet und Vater von zwei Kindern.

### Kirche
Beckmann saß von 1988 bis 1994 in der Synode der Evangelisch-Lutherischen Landeskirche Mecklenburgs.

### Politik
Beckmann war von 1968 bis 1989 Mitglied der Demokratischen Bauernpartei Deutschlands. In der Wende und friedlichen Revolution in der DDR ging er kurzzeitig zum Demokratischen Aufbruch. Seit 1990 in der CDU Mecklenburg-Vorpommern, wurde er im selben Jahr in den Güstrower Kreisvorstand gewählt. Noch 1990 wurde er Landrat im Landkreis Güstrow. Als die Kreisreform Mecklenburg-Vorpommern 1994 seinen Kreis mit dem Kreis Teterow zusammenlegte, kandidierte er bei der Landtagswahl in Mecklenburg-Vorpommern 1994. Mit einem Direktmandat im Wahlkreis Güstrow 1 in den Landtag von Mecklenburg-Vorpommern gewählt, war er stellvertretender Vorsitzender des Ausschusses für Landwirtschaft und Naturschutz sowie agrarpolitischer Sprecher der CDU-Fraktion. Im Schweriner Schloss teilte er sich ein Büro mit Jürgen Andrees. Das Mandat behielt er bis zur Landtagswahl in Mecklenburg-Vorpommern 1998, als die CDU verlor und SPD und PDS eine Koalition eingingen. Ab 1990 war er Mandatsträger des Kreistages Güstrow und Stadtverordneter in Krakow am See. Vom 24. August 2000 bis 2002 saß er wieder im Landtag von Mecklenburg-Vorpommern.